# Karl Kleiber
Karl Kleiber (* 21. Dezember 1838 in Reiserhof bei Grunddorf, Gemeinde Perschling; † 15. Juni 1902 in Wien) war ein österreichischer Komponist und Kapellmeister, der für zahlreiche Bühnenwerke des Wiener Volkstheaters die Musik komponierte.

## Leben
Kleiber absolvierte seine musikalische Ausbildung unter anderem beim Komponisten Franz Krenn. Ab 1861 war er Klavierspieler in der Wiener Volkssängergesellschaft von Johann Fürst und Josef Matras und ab 1862 Kapellmeister am Fürst’s Singspielhalle. Dort schrieb er für nahezu alle dort aufgeführten Stücke die Musik. Hervorzuheben ist seine Zusammenarbeit mit den Theaterdichtern Alois Berla und Karl Bayer, von denen er über 50 Volksstücke musikalisch umrahmte. Nach Fürsts Tod 1882 unternahm er mit einer eigenen Gesellschaft Gastspielreisen. Zwischen 1883 und 1889 war Karl Kleiber Kapellmeister am Theater in der Josefstadt, dazwischen 1889/90 am Carltheater und ab 1890 wieder am Theater in der Josefstadt.
Karl Kleiber war mit der Soubrette und Schauspielerin Hermine Kirchhofer (* 10. April 1843 Wien, † nach 1891) verheiratet, die von 1879 bis 1892 am Fürsttheater engagiert war.

## Werke (Auswahl)
| Werksname | Genre                              | Librettist / Theaterautor            | Jahr Erstaufführung | Ort Erstaufführung                                      | Akte | Anmerkung |
| --- | ---------------------------------- | ------------------------------------ | ------------------- | ------------------------------------------------------- | ---- | --- |
| Ein Wiener von der Londoner Industrie-Ausstellung                                                                            | Szene mit Gesang                   | Alois Berla                          | 1862                | Fürst's Singspielhalle im Prater, Wien                  | ?    | UA 19. Juli 1862 |
| Die Bauernschule | Singspiel                          | Alois Berla                          | 1862                | Fürst's Singspielhalle im Prater, Wien                  | ?    | UA 26. September 1862 |
| Die Fidelen | ?                                  | Karl Bayer                           | 1862                | Fürst's Singspielhalle im Prater, Wien                  | ?    | - |
| Die Handwerksburschen | ?                                  | Karl Bayer                           | 1862                | Fürst's Singspielhalle im Prater, Wien                  | ?    | - |
| Die Hausmeistertöchter | ?                                  | Alois Blank                          | 1862                | Fürst's Singspielhalle im Prater, Wien                  | ?    | Autor: alias Alois Blankowsky |
| Der Mai, oder Die Wettfahrer im Prater                                                                                       | ?                                  | Karl Bayer                           | 1862                | Fürst's Singspielhalle im Prater, Wien                  | ?    | - |
| Ein Praterscheiber | ?                                  | Karl Bayer                           | 1862                | Fürst's Singspielhalle im Prater, Wien                  | ?    | - |
| Ein Praterwurstel | ?                                  | Karl Bayer                           | 1862                | Fürst's Singspielhalle im Prater, Wien                  | ?    | - |
| Stadtmamsell und Bauernbua                                                                                                   | ?                                  | Karl Bayer                           | 1862                | Fürst's Singspielhalle im Prater, Wien                  | ?    | - |
| Frackfatalitäten | ?                                  | Johann Fürst                         | 1863                | Fürst's Singspielhalle im Prater, Wien                  | ?    | - |
| Der gefehlte Herr Onkel | ?                                  | Wallis                               | 1863                | Fürst's Singspielhalle im Prater, Wien                  | ?    | - |
| Hier werden Näherinnen gesucht                                                                                               | ?                                  | Clement Franz Stix                   | 1863                | Fürst's Singspielhalle im Prater, Wien                  | ?    | - |
| Die hohe Schule zu Gablitz                                                                                                   | ?                                  | ?                                    | 1863                | Fürst's Singspielhalle im Prater, Wien                  | ?    | - |
| Im Geschäftsbureau | ?                                  | Karl Bayer                           | 1863                | Fürst's Singspielhalle im Prater, Wien                  | ?    | - |
| Die Kropfeten | ?                                  | Steinbauer                           | 1863                | Fürst's Singspielhalle im Prater, Wien                  | ?    | - |
| Eine lange Nase | ?                                  | Carl Haffner                         | 1863                | Fürst's Singspielhalle im Prater, Wien                  | ?    | - |
| Der Neffe im Speiskasten | ?                                  | Deutsch                              | 1863                | Fürst's Singspielhalle im Prater, Wien                  | ?    | - |
| Nur nobel Schani | ?                                  | Karl Bayer                           | 1863                | Fürst's Singspielhalle im Prater, Wien                  | ?    | - |
| Der Onkel aus Amerika | ?                                  | Karl Bayer                           | 1863                | Fürst's Singspielhalle im Prater, Wien                  | ?    | - |
| Am Ostermontag | ?                                  | Karl Bayer                           | 1863                | Fürst's Singspielhalle im Prater, Wien                  | ?    | - |
| Patti und Batty | ?                                  | Karl Bayer                           | 1863                | Fürst's Singspielhalle im Prater, Wien                  | ?    | - |
| Die Wiener in Amerika | ?                                  | Karl Bayer                           | 1863                | Fürst's Singspielhalle im Prater, Wien                  | ?    | - |
| Wien und Berlin | ?                                  | Carl Haffner                         | 1863                | Fürst's Singspielhalle im Prater, Wien                  | ?    | - |
| Zwei Pistolen | ?                                  | Joseph Riener                        | 1863                | Fürst's Singspielhalle im Prater, Wien                  | ?    | - |
| Eine verschwägerte Familie                                                                                                   | Posse                              | ?                                    | 1863                | Fürst's Singspielhalle im Prater, Wien (wahrscheinlich) | ?    | - |
| Fiaker und Komfortabel | ?                                  | ?                                    | 1863                | Fürst's Singspielhalle im Prater, Wien (wahrscheinlich) | ?    | [ 2 ] |
| Der grundg’scheite Herr Doktor                                                                                               | ?                                  | ?                                    | 1863                | Fürst's Singspielhalle im Prater, Wien (wahrscheinlich) | ?    | [ 2 ] |
| Im Wartesalon III. Klasse | ?                                  | ?                                    | 1863                | Fürst's Singspielhalle im Prater, Wien (wahrscheinlich) | ?    | [ 2 ] |
| Aufgesessen! | Dramatische Kleinigkeit mit Gesang | Alois Berla                          | 1863                | Fürst's Singspielhalle im Prater, Wien                  | 1    | UA 16. Mai 1863 |
| Um einen Stock zu tief | Schwank mit Gesang                 | Alois Berla                          | 1863                | Fürst's Singspielhalle im Prater, Wien                  | 1    | UA 18. Juli 1863 |
| Stadtwirtin und Weinbauer | Komische Szene mit Gesang          | Alois Berla                          | 1863                | Fürst's Singspielhalle im Prater, Wien                  | ?    | UA 31. Juli 1863 |
| Alt- und Neu-Wien | ?                                  | ?                                    | 1864                | Fürst's Singspielhalle im Prater, Wien (wahrscheinlich) | ?    | [ 2 ] |
| Ein Findelkind | Lebensbild                         | Karl Elmar                           | 1864                | Fürst's Singspielhalle im Prater, Wien (wahrscheinlich) | ?    | [ 3 ] |
| Husaren Werbung | ?                                  | ?                                    | 1864                | Fürst's Singspielhalle im Prater, Wien (wahrscheinlich) | ?    | - |
| Die Jodlerinnen | ?                                  | Karl Elmar                           | 1864                | Fürst's Singspielhalle im Prater, Wien                  | ?    | - |
| Die Vorstädtler | Komisches Singspiel                | Alois Berla                          | 1864                | Fürst's Singspielhalle im Prater, Wien                  | ?    | UA 9. April 1864 |
| Die weiblichen Jäger | Schwank mit Gesang                 | Alois Berla                          | 1864                | Fürst's Singspielhalle im Prater, Wien                  | 1    | UA 7. Mai 1864 |
| Dorfmusikant und Wildschütz                                                                                                  | Ländliches Genrebild mit Gesang    | Alois Berla                          | 1864                | Fürst's Singspielhalle im Prater, Wien                  | ?    | UA 27. August 1864 |
| Enge Sperre, oder Die Hungerkur                                                                                              | Schwank mit Gesang                 | Alois Berla                          | 1864                | Fürst's Singspielhalle im Prater, Wien                  | ?    | UA 23. September 1864 |
| In der Sparkasse (Orig.: In der Sparkassa)                                                                                   | Schwank mit Gesang                 | Alois Berla                          | 1864                | Fürst's Singspielhalle im Prater, Wien                  | 1    | UA 23. September 1864 |
| Fabrikant und Arbeiter | Wiener Lebensbild mit Gesang       | Alois Berla                          | 1864                | Fürst's Singspielhalle im Prater, Wien                  | ?    | UA 23. September 1864 |
| Maurer und Techniker | Posse mit Gesang                   | Alois Berla                          | 1864                | Fürst's Singspielhalle im Prater, Wien                  | 1    | UA 23. September 1864 |
| Die Erbschleicher | Schwank mit Gesang                 | Alois Berla                          | 1864                | Fürst's Singspielhalle im Prater, Wien                  | ?    | UA 7. Oktober 1864 |
| Zehn Männer und eine Frau | ?                                  | Karl Bayer                           | 1864                | Fürst's Singspielhalle im Prater, Wien                  | ?    | - |
| Am Naschmarkt und in der Markthalle                                                                                          | ?                                  | Karl Bayer                           | 1865                | Fürst's Singspielhalle im Prater, Wien                  | ?    | [ 2 ] |
| Der Aufruhr im Harem | ?                                  | Karl Bayer                           | 1865                | Fürst's Singspielhalle im Prater, Wien                  | ?    | [ 2 ] |
| 's Hoamweh | Charakterbild mit Gesang           | Karl Bayer                           | 1865                | Fürst's Singspielhalle im Prater, Wien                  | 1    | - |
| Die Vettern aus der Provinz                                                                                                  | ?                                  | Karl Bayer                           | 1865                | Fürst's Singspielhalle im Prater, Wien                  | ?    | - |
| Der Schulmeisterin ihr Geburtstag (auch: Am Geburtstag der Frau Schullehrerin)                                               | Posse mit Gesang                   | Alois Berla                          | 1865                | Fürst's Singspielhalle im Prater, Wien                  | ?    | UA 7. April 1865 (UA im Josefstheater am 22. November 1865) |
| Das Maibleaml | Ländliches Bild mit Gesang         | Alois Berla                          | 1865                | Fürst's Singspielhalle im Prater, Wien                  | ?    | UA 29. April 1864 |
| Freigesprochen! | Posse mit Gesang                   | Alois Berla                          | 1865                | Fürst's Singspielhalle im Prater, Wien                  | 1    | UA 29. Mai 1865 |
| Das Herzbünkerl | Charakterbild mit Gesang           | Alois Berla                          | 1864                | Fürst's Singspielhalle im Prater, Wien                  | 1    | UA 19. Juni 1865 |
| Gasflamme und Schusterkerzel                                                                                                 | Volksbild mit Gesang               | Alois Berla                          | 1865                | Fürst's Singspielhalle im Prater, Wien                  | 1    | UA 8. Juli 1865 |
| Chorist und Balletmädel | Posse mit Gesang und Tanz          | Alois Berla                          | 1868                | Fürst's Singspielhalle im Prater, Wien                  | 1    | UA 8. Juli 1865 |
| Die Kindsmadln | Posse mit Gesang                   | Alois Berla                          | 1865                | Fürst's Singspielhalle im Prater, Wien                  | 1    | UA 5. August 1865 |
| Sänger, Turner und Schütz | Schwank mit Gesang                 | Alois Berla                          | 1865                | Fürst's Singspielhalle im Prater, Wien                  | 1    | UA 22. August 1865 |
| Die von der Nadel | Bild aus dem Volksleben mit Gesang | Alois Berla                          | 1865                | Theater in der Josefstadt in Wien                       | 3    | UA 31. Oktober 1865 |
| Der erste Rausch | ?                                  | Karl Bayer                           | 1866                | Fürst's Singspielhalle im Prater, Wien                  | ?    | - |
| Im Marchand des Modes-Laden und Reiter-Caserne                                                                               | ?                                  | Karl Bayer                           | 1866                | Fürst's Singspielhalle im Prater, Wien                  | ?    | [ 2 ] |
| Schwarze Geister | ?                                  | Clement Franz Stix                   | 1866                | Fürst's Singspielhalle im Prater, Wien                  | ?    | |
| Der Selbstmörder | Posse                              | Alois Blank                          | 1866                | ?                                                       | ?    | Autor: alias Alois Blankowsky. UA evtl. früher. Wurde offenbar auch als Vorspiel zur Posse Freut euch des Lebens aufgeführt.                                             |
| Junges Blut | Posse                              | ?                                    | 1866                | ?                                                       | ?    | [ 1 ] |
| Student und Wäschermädl | Komisches Singspiel                | Johann Fürst                         | 1866                | ?                                                       | ?    | [ 2 ] |
| Die Freiwilligen | Genrebild                          | Alois Blank                          | 1866                | ?                                                       | ?    | Autor: alias Alois Blankowsky |
| Im IX. Bezirk | Posse mit Gesang                   | Alois Berla                          | 1866                | Theater in der Josefstadt in Wien                       | 3    | UA 17. März 1866 |
| Doktor und Badewatschel | Schwank mit Gesang                 | Alois Berla                          | 1866                | Fürst's Singspielhalle im Prater, Wien                  | ?    | UA 2. April 1866 |
| Der Herr Josef | Schwank mit Gesang                 | Alois Berla                          | 1866                | Fürst's Singspielhalle im Prater, Wien                  | ?    | UA 28. April 1866 |
| Die Frau Schulmeisterin | Posse mit Gesang                   | Alois Berla                          | 1866                | Fürst's Singspielhalle im Prater, Wien                  | ?    | UA 3. Mai 1866 |
| Die Preussen sind da | Schwank mit Gesang                 | Alois Berla                          | 1866                | Fürst's Singspielhalle im Prater, Wien                  | ?    | UA 8. Mai 1866 |
| Der letzte Augenblick | Schwank mit Gesang                 | Alois Berla                          | 1866                | Fürst's Singspielhalle im Prater, Wien                  | ?    | UA 21. Juli 1866 |
| Pferdenarr und Kunstreiter                                                                                                   | Posse mit Gesang                   | Alois Berla                          | 1866                | Fürst's Singspielhalle im Prater, Wien                  | ?    | UA 28. Juli 1866 |
| Sarah Kohn | ?                                  | Johann Karl Böhm                     | 1867                | Fürst's Singspielhalle im Prater, Wien                  | ?    | - |
| Die schönen Polinnen | Singspiel                          | ?                                    | 1867                | Fürst's Singspielhalle im Prater, Wien                  | ?    | [ 2 ] |
| Ein Gesangsverein (auch: Der Gesangsverein)                                                                                  | Singspiel                          | Karl Bayer                           | 1868                | Fürst's Singspielhalle im Prater, Wien                  | ?    | [ 2 ] |
| Im Frühling | Singspiel                          | ?                                    | 1868                | Fürst's Singspielhalle im Prater, Wien                  | ?    | [ 2 ] |
| Infanterist und Cavallerist                                                                                                  | ?                                  | Josef Doppler                        | 1868                | Fürst's Singspielhalle im Prater, Wien                  | ?    | - |
| Eine Soldatenfamilie | Singspiel                          | Karl Bayer                           | 1868                | Fürst's Singspielhalle im Prater, Wien                  | ?    | [ 2 ] |
| Im Waisenhaus | Genrebild                          | Clement Franz Stix                   | 1869                | ?                                                       | -    | |
| Im Gemeindehaus | Posse mit Gesang                   | Alois Berla                          | 1869                | Fürst's Singspielhalle im Prater, Wien                  | ?    | UA 14. August 1869 |
| Die Meistersinger von Erdberg (auch: … in Erdberg)                                                                           | Komisches Singspiel                | Clement Franz Stix                   | 1870                | Fürst’s Volkstheater im k.k. Prater, Wien               | 1    | [ 7 ] |
| Zwischen Himmel und Erde | Komische Operette                  | F.                                   | 1870                | Fürst’s Volkstheater im k.k. Prater, Wien               | 1    | [ 8 ] |
| Der Bauernpfarrer, oder: der Zweck heiligt die Mittel (anderer Titel: Der Zweck heiligt die Mittel, oder: die Kapellenbauer) | Original-Charakterbild mit Gesang  | Eduard Dorn                          | 1870                | ?                                                       | ?    | UA evtl. früher. In sieben Bildern. Weiterer Autor oder Komponist: Adolf Oppenheim.                                                                                      |
| Josefine Gnallmeyer | Lebensbild mit Gesang              | Karl Bayer                           | 1871                | ?                                                       | 3    | Offensichtlich auf Josefine Gallmeyer bezogenes Stück. |
| Schlechtes Papier | Originalvolksstück mit Gesang      | Friedrich Kaiser                     | 1872                | Theater in der Josefstadt in Wien                       | 3    | [ 11 ] |
| Wiener Faschings-Geister | Karnevalstraum                     | ?                                    | 1873                | Theater in der Josefstadt in Wien                       | 3    | Kleiber arrangierte Musik von Johann Strauß und Joseph Lanner. |
| Die Tochter des Gottlosen | Volksstück mit Gesang              | Carl Elmar                           | 1874                | Theater in der Josefstadt in Wien                       | 5    | - |
| Der goldene Drache | Vorspiel                           | Carl Elmar                           | 1874                | Theater in der Josefstadt in Wien                       | 4    | Die Mitwirkung von Carl Kleiber ist unsicher. Ebenso ist unklar, ob "Der goldene Drache" ein selbständiges Werk ist oder einem unbestimmten Bühnenstück zuzurechnen ist. |
| Ein Kreuzer | Original-Posse mit Gesang und Tanz | Carl Kosta                           | 1875                | ?                                                       | 3    | - |
| Freut euch des Lebens | Volksstück mit Gesang              | Carl Elmar                           | 1875                | Theater in der Josefstadt in Wien                       | ?    | Datum der Buchausgabe, Erstaufführung wahrscheinlich früher |
| Die Waise und ihre Ritter | Volksstück mit Gesang und Tanz     | Carl Elmar                           | 1877                | Theater in der Josefstadt in Wien                       | ?    | Datum der Buchausgabe, Erstaufführung wahrscheinlich früher |
| Die Prater-Vögel | Liederspiel aus dem Wienerleben    | Ludwig Gottsleben                    | 1879                | Fürst’s Volkstheater im k.k. Prater, Wien               | 1    | [ 13 ] |
| Eine türkische Wirtschaft | Singspiel                          | Ludwig Gottsleben                    | 1879                | Fürst’s Volkstheater im k.k. Prater, Wien               | 1    | [ 14 ] |
| Schuster und Baron | ?                                  | Josef Doppler                        | 1879                |                                                         | ?    | [ 15 ] |
| Reiseabenteuer zwischen Kikinda und Becskerek                                                                                | Gelegenheitsschwank                | Ludwig Gottsleben                    | 1879                | Fürst’s Volkstheater im k.k. Prater, Wien               | 1    | UA evtl. früher. Kikinda und Becskerek (heute: Zrenjanin) sind serbische Städte in der Vojvodina, die seinerzeit zu Österreich-Ungarn gehörten.                          |
| Die Tanzlustigen | Singspiel                          | Karl Kleiber                         | 1881                | Fürst’s Volkstheater im k.k. Prater, Wien               | 1    | [ 16 ] |
| Ein Herz für's Volk | Volksstück mit Gesang              | Karl Gärtner                         | 1883                | ?                                                       | ?    | [ 17 ] |
| Der Engelmacher | Farce                              | Ferdinand Maierfeld                  | 1884                | ?                                                       | ?    | Titel unsicher: Le Faiseur d'anges aus dem Französischen übersetzt. UA eventuell früher.                                                                                 |
| Die Brautschau | Originalposse mit Gesang           | Alois Berla                          | 1886                | ?                                                       | 4    | UA 2. Januar 1886 |
| Nach 100 Jahren (auch: 100 Jahre)                                                                                            | Historisches Quodlibet mit Gesang  | Karl Lindau und Friedrich von Radler | 1888                | Theater in der Josefstadt in Wien                       | 3    | Vorspiel: Das Privilegium. |
| Die Gigerln von Wien (auch: Mamsell Gigerl)                                                                                  | Lokalposse mit Gesang              | Josef Wimmer                         | 1888                | Theater in der Josefstadt in Wien                       | 4    | [ 21 ] |
| Unsere Volksmadeln | Posse mit Gesang                   | Alois Berla                          | 1888                | Theater in der Josefstadt in Wien                       | 4    | UA 10. März 1888 |
| Etwas zum Lachen | ?                                  | ?                                    | 1893                | ?                                                       | ?    | Gemeinsam mit Franz von Suppè, G. Schirmer [Gustav Schirmer?] und L. Rot                                                                                                 |

### Ehrungen
Im 14. Wiener Gemeindebezirk Penzing wurde 1883 der Kleibersteig nach Karl Kleiber benannt.